# Madurera
Madurera è una frazione del comune di Tizzano Val Parma, in provincia di Parma.
La località dista 4,96 km dal capoluogo.

## Geografia fisica
Madurera sorge alla quota di 774 m s.l.m., in prossimità del crinale che divide la Val Parmossa dalla val Bardea. A breve distanza verso ovest si trova la località di Pratolungo, posta alla quota di 811 m s.l.m.

## Origini del nome
Il toponimo della frazione ha origine dal latino Materiaria, in riferimento al legname utilizzato per le costruzioni.

## Storia
Il borgo fu fondato in epoca medievale; la più antica testimonianza della sua esistenza risale al 1230, quando la Capelle de Madurera fu nominata nel Capitulum seu Rotulus Decimarum della diocesi di Parma; entro il 1354 il luogo di culto fu unito alla cappella della vicina località di Moragnano.
A monte di quest'ultima, nei primi anni del XV secolo fu edificata per volere del signore di Tizzano Ottobuono de' Terzi la rocca di Belvedere, che nel 1409, in seguito all'uccisione del condottiero, fu occupata da Odoardo Pallavicino, per conto del marchese di Ferrara Niccolò III d'Este.
Nel 1441 il duca di Milano Filippo Maria Visconti investì, in riconoscenza della loro fedeltà, i fratelli Guido e Giberto Terzi del feudo di Belvedere, elevato a contea nel 1450 da Francesco Sforza.
Nel 1551, durante la guerra di Parma, il castello fu assaltato da Camillo Rossi e la contea fu inglobata tra i domini rossiani. Nel 1666 il marchese Scipione, oberato dai debiti, fu costretto a cedere tutte le rocche appenniniche in suo possesso alla Camera Ducale di Parma, che nel 1774 assegnò il feudo di Belvedere, comprendente, oltre a Madurera, numerose località dei dintorni, al conte Giuseppe Camuti; quest'ultimo nel 1790 lo cedette, in cambio di alcune terre a Ronchetti di San Secondo, al conte Pietro Andrea Leggiadri Gallani, che ne mantenne i diritti fino al 1805, quando i decreti napoleonici sancirono la loro abolizione nell'ex ducato di Parma e Piacenza.

## Monumenti e luoghi d'interesse

### Chiesa di San Lorenzo

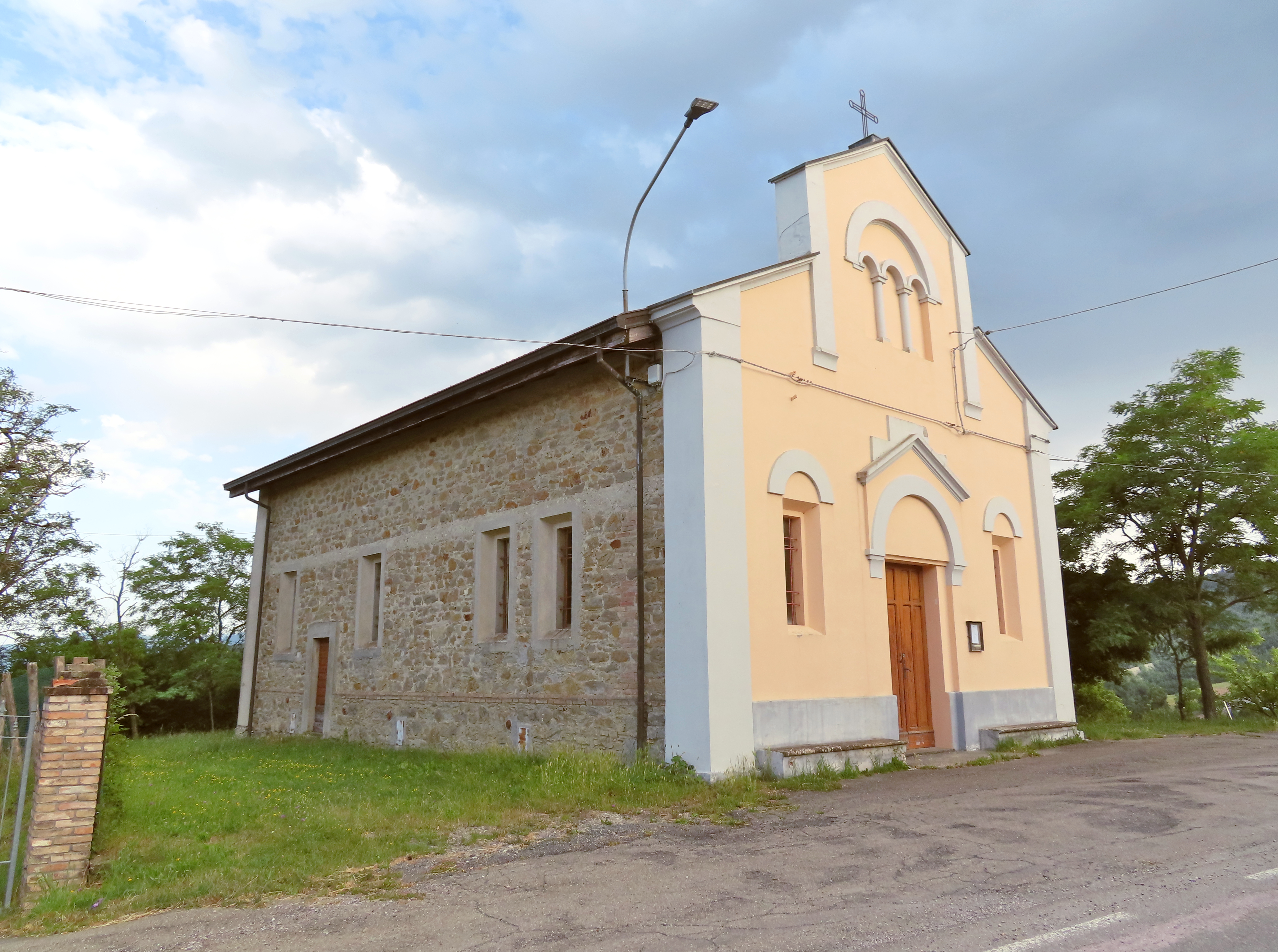
Chiesa di San Lorenzo

Menzionata per la prima volta nel 1230, la piccola cappella originaria di Madurera fu unita entro il 1354 alla cappella di Santa Giuliana di Moragnano; ricostruita nella prima metà del XVI secolo, divenne sede parrocchiale autonoma nel 1646; profondamente degradata, nel 1925 fu abbandonata e sostituita con una nuova chiesa neoromanica eretta nell'adiacente località di Pratolungo; danneggiata da un cedimento del terreno nella zona del presbiterio, fu ristrutturata intorno al 1950 e nuovamente nel 1985, in seguito al crollo del tetto a causa di un'intensa nevicata. L'edificio, sviluppato su una pianta a navata unica, presenta una facciata a salienti intonacata, ornata con un frontone sul portale d'ingresso e con un'ampia trifora cieca in sommità.